# Wolfgang Kubach
Wolfgang Kubach, född 9 januari 1936, död 24 april 2007, var en tysk skulptör.
Wolfgang Kubach arbetade tillsammans med sin fru Anna-Maria Kubach-Wilmsen i konstnärsparet Kubach-Wilmsen. De arbetade i sten som en manifestation av jordens miljontals år långa historia.
År 1998 grundade de Kubach-Wilmsenstiftelsen för att driva ett stenskulpturmuseum i Bad Kreuznach, som ritats av Tadao Ando, samt en skulpturpark med stenskulpturer.  

## Bildgalleri

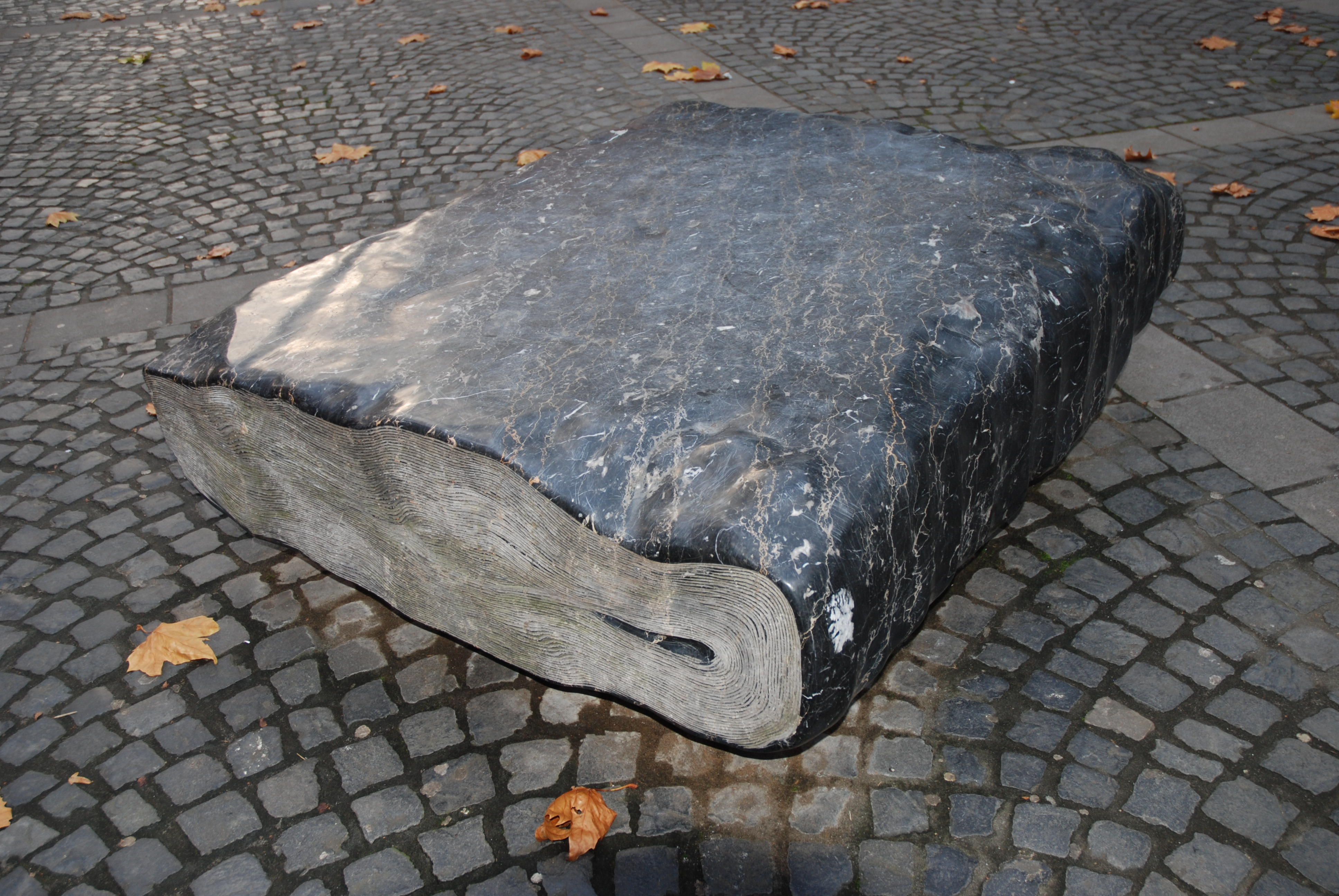
Stenbok, hyllning till Johannes Gutenberg i Mainz, 1978
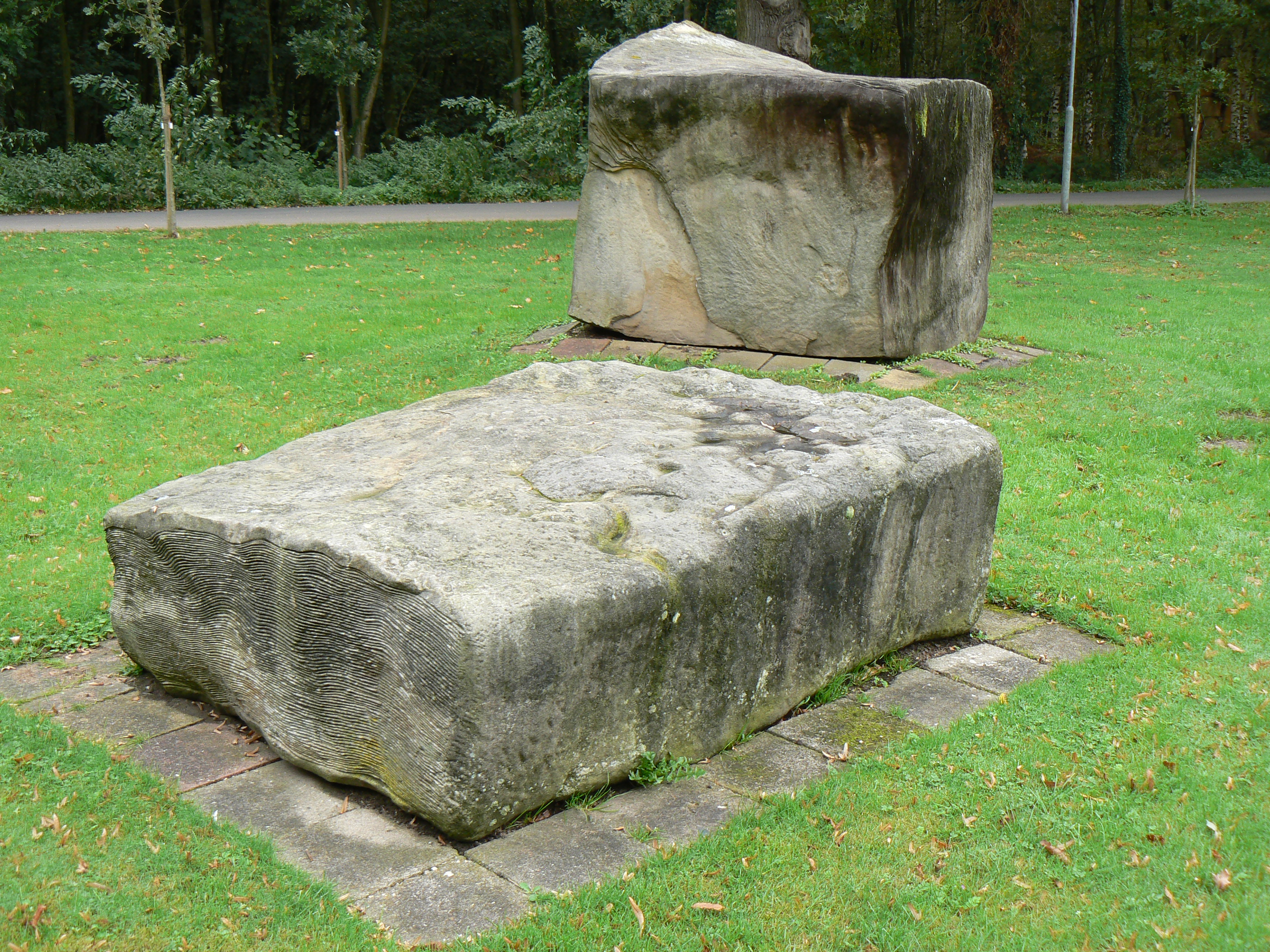
Bokruin/Liggande bok, Kunstwegen, 1979
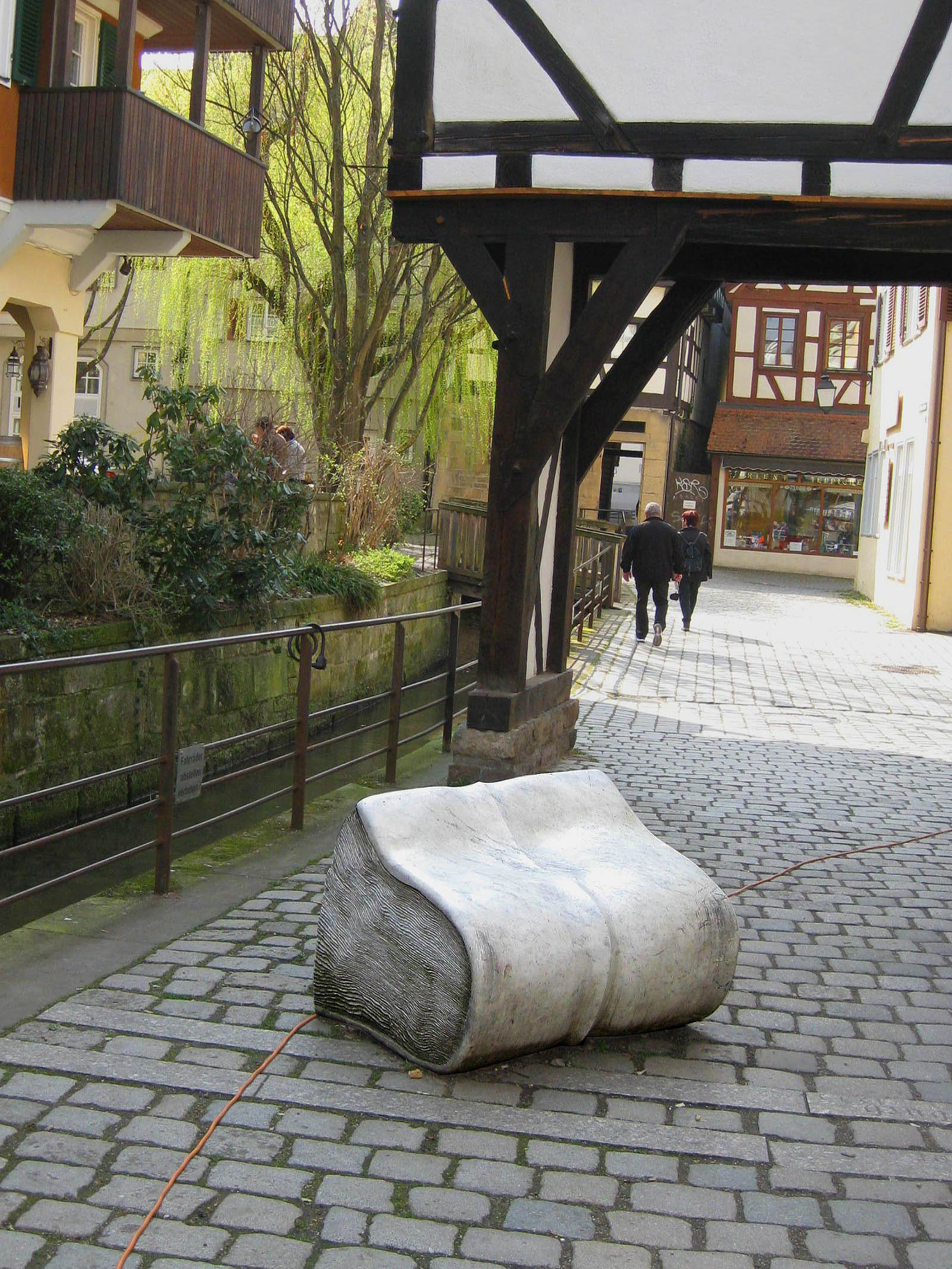
Stenbok, Tübingen, 1981
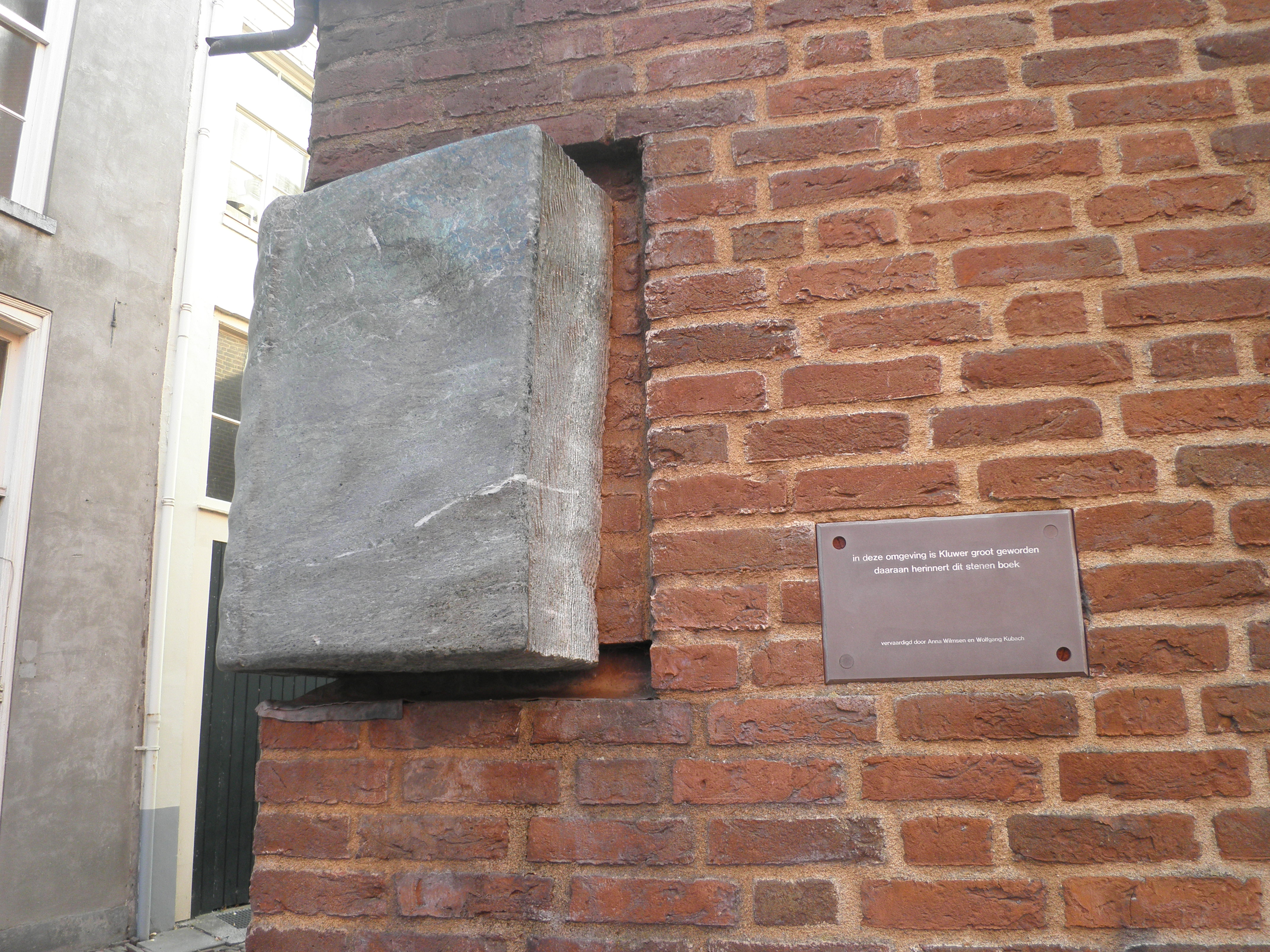
Bok av Kluwer, Deventer, 1985
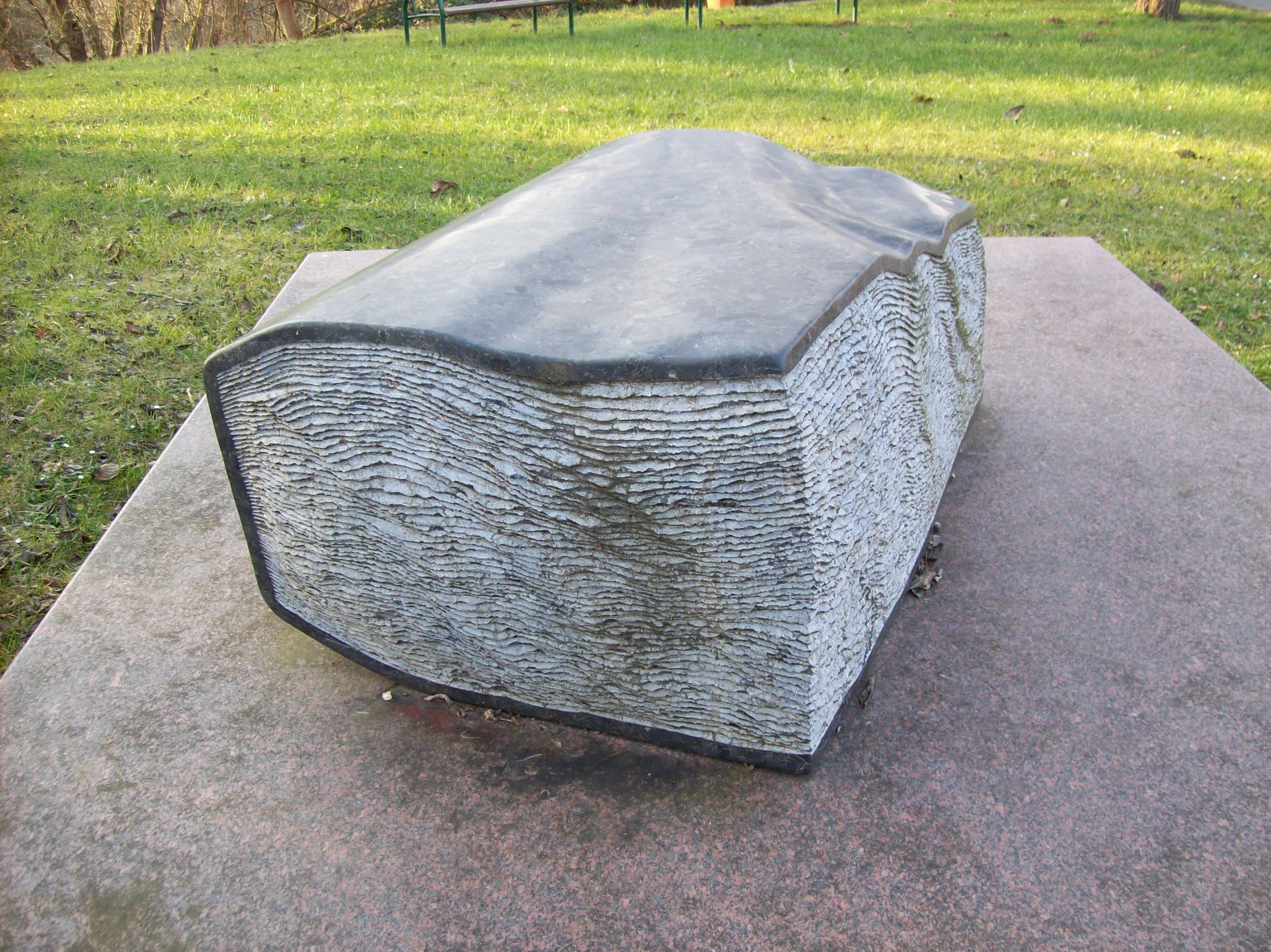
Hyllning till Leo Tolstoj, Bad Kreuznach, 2003
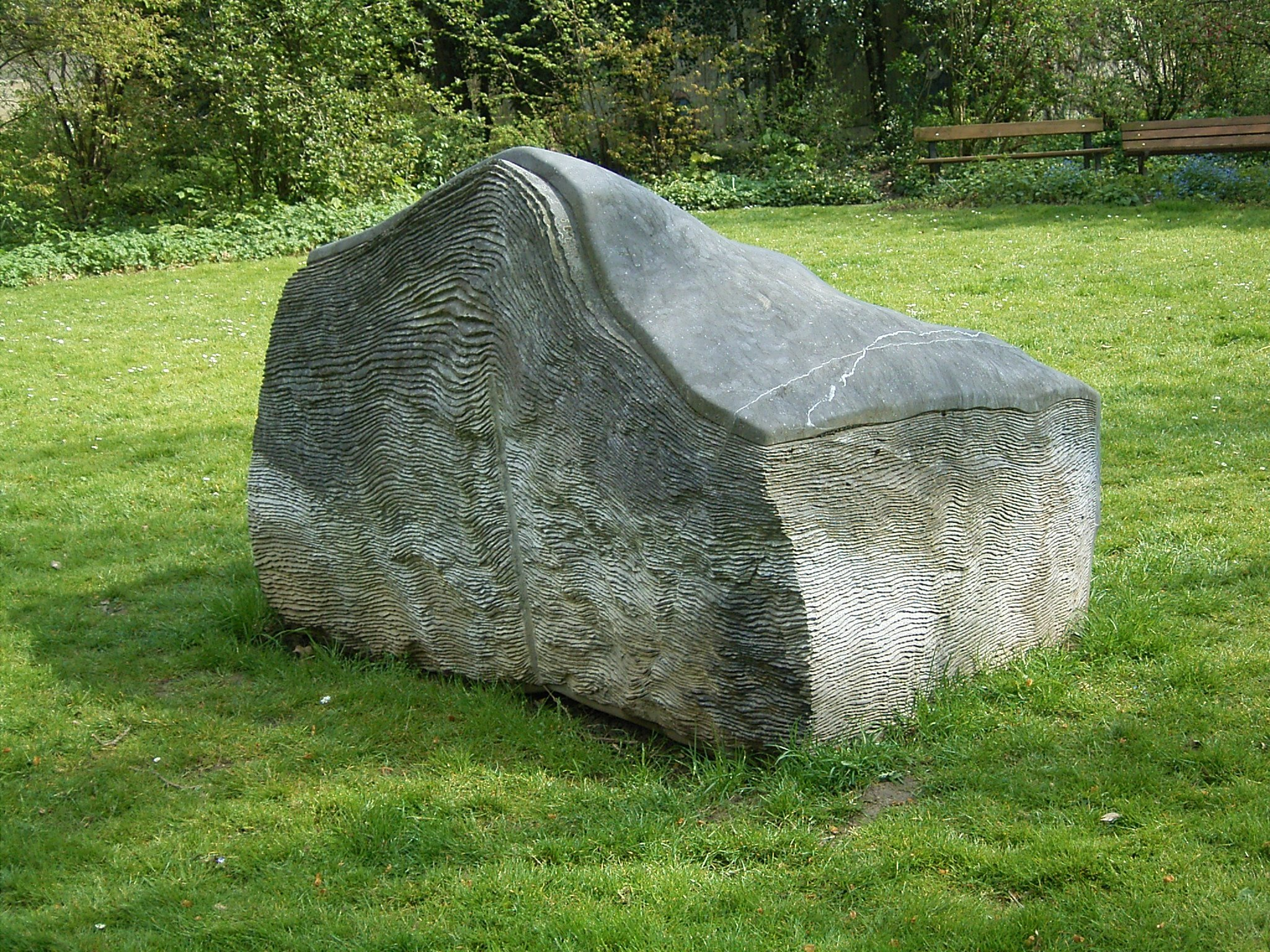
Stenbok, Märkisches Museum i Witten
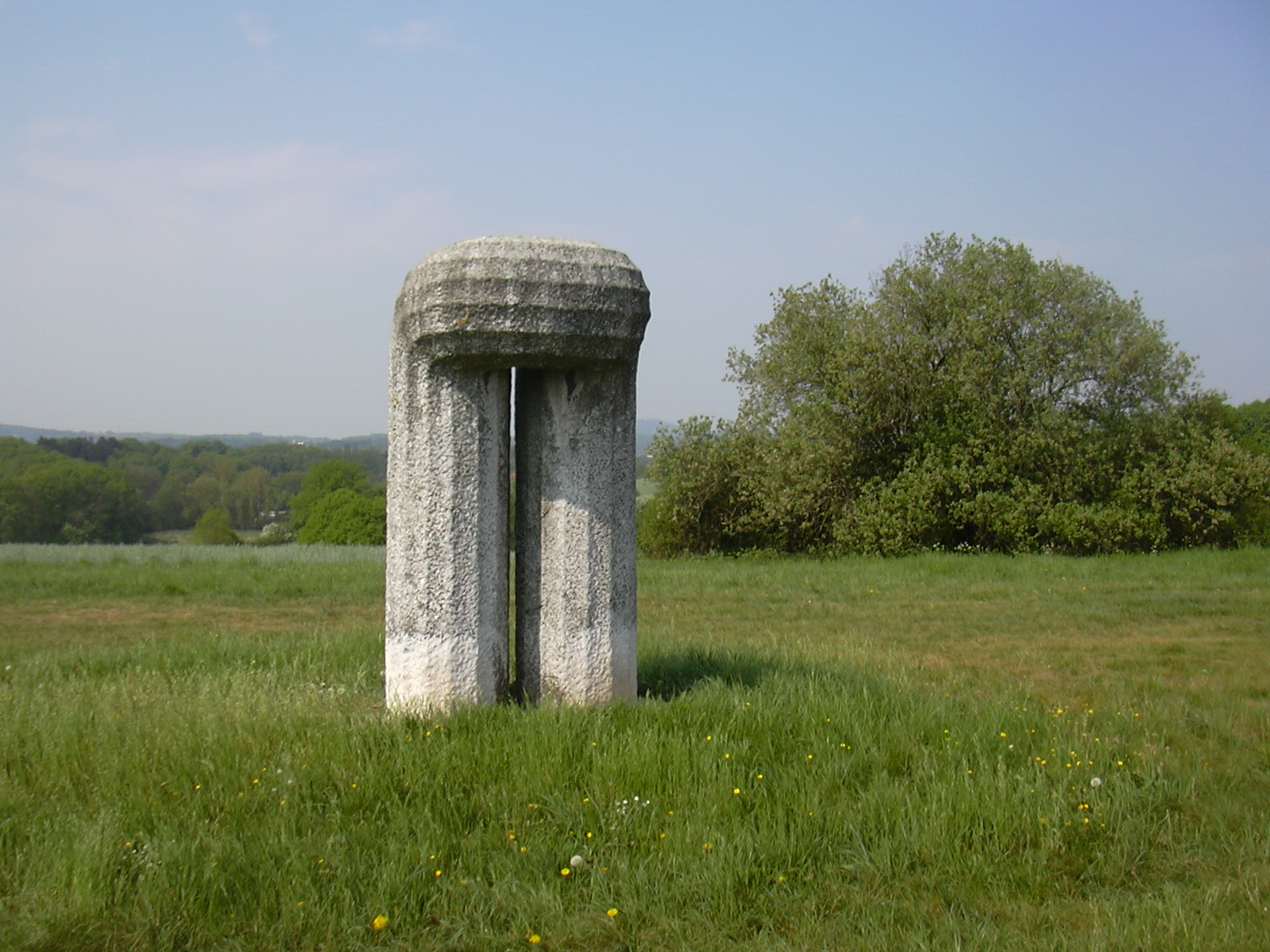
Jordyta, Kunstwegen, 1971
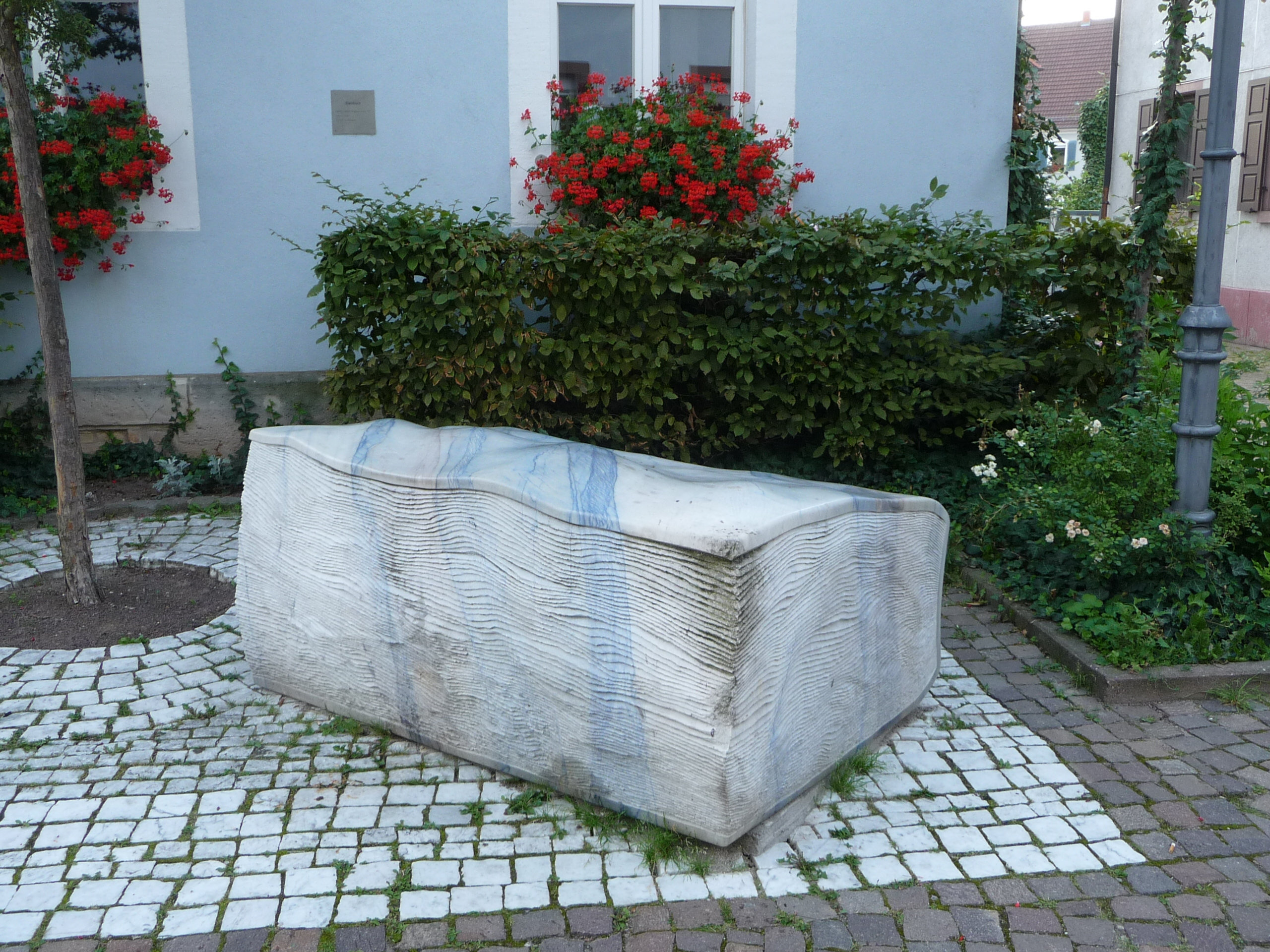
Stenbok, Germersheim
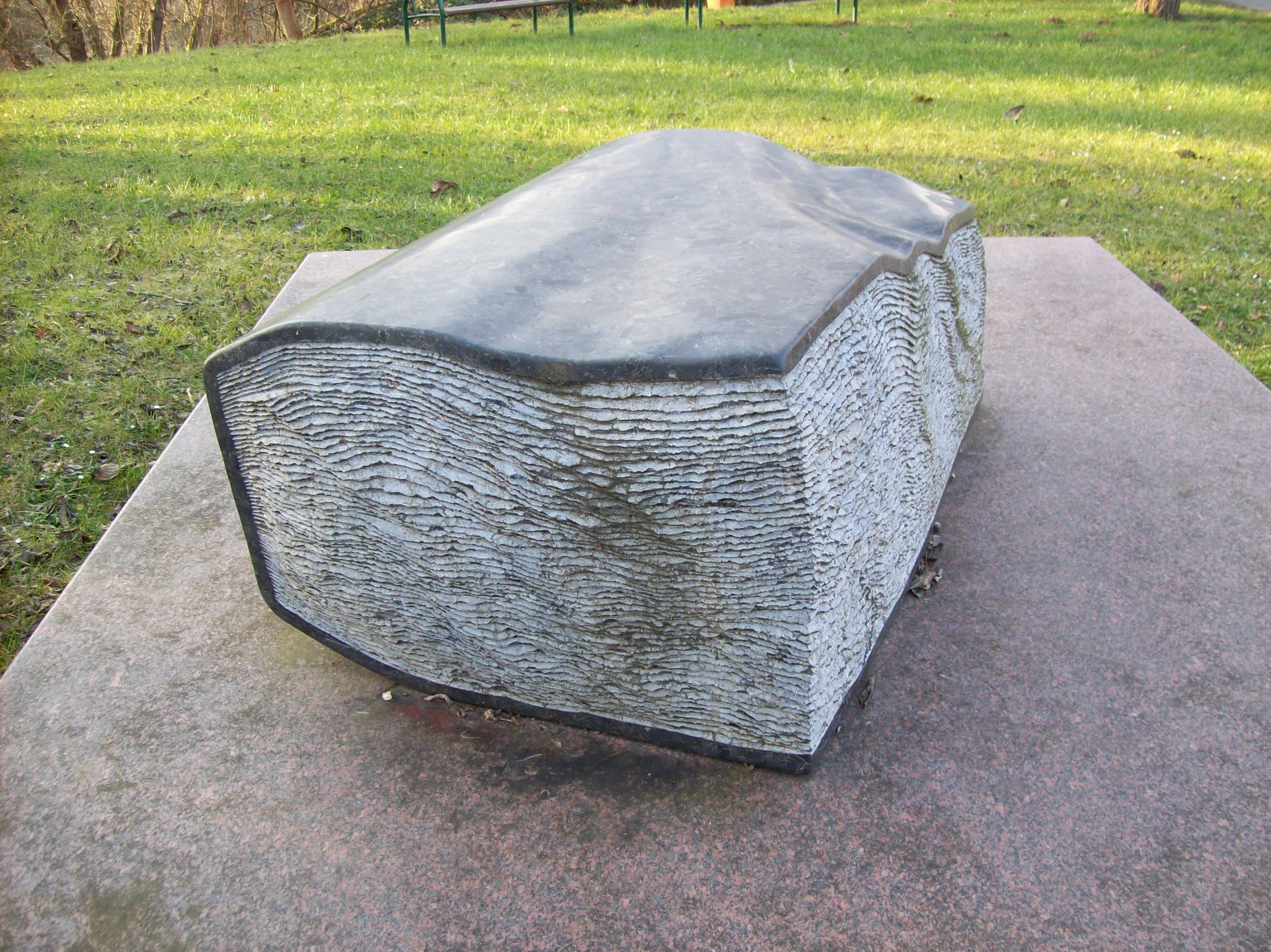
Hyllinig till Lev Tolstoj, Bad Kreuznach